# Wahlenbergia oxyphylla
Wahlenbergia oxyphylla är en klockväxtart som beskrevs av A.Dc. Wahlenbergia oxyphylla ingår i släktet Wahlenbergia och familjen klockväxter. Inga underarter finns listade i Catalogue of Life.